# Étienne Antoine Boulogne
Étienne Antoine Boulogne fue obispo de Troyes y par de Francia, nació en Aviñón en 1747 y murió en 1825. 
Habiendo adoptado desde la infancia el estado eclesiástico se dio a conocer primeramente por un discurso con el cual ganó el premio de la academia en Moutalvan en 1772 sobre esta cuestión: No hay mejor garantía de la probidad que la religión. Pasó a París y siendo capellán de la iglesia de Santa Margarita, empezó a adquirir gran reputación, siendo nombrado arcediano, vicario general y predicador del rey. 
En tiempo de la revolución perdió todos los empleos debidos a su mérito y se negó al cumplimiento de los decretos de la asamblea constituyente sobre el clero; pero desde el mismo instante en que se abrieron los templos mostró su celo en los púlpitos de la capital y se sometió sin titubear al concordato. Le nombró Napoleón primeramente vicario general en Versalles, después su capellán en 1805 y le dio el obispado de Troyes en 1809. Su reconocimiento a tantos beneficios obligó en varías ocasiones al nuevo prelado a hacer algunos elogios de su protector, los cuales se le han echado en cara muchas veces. Decía en una de sus pastorales del primer año de su obispado:

Quiera el soberano señor de los reyes velar de una manera particular por la conservación de la nueva dinastía, y hacer su trono inmutable como el sol.

Esto no obstante, cuando fue conducido a Fontainebleau el sumo pontífice, el obispo de Troyes hizo enérgicas representaciones al emperador y renunció a su mitra. Fue arrestado, conducido de cárcel en cárcel al castillo de Vincennes y allí permaneció hasta el año 1814 en que fue puesto en libertad. Le restablecieron en su silla y la dejó cuando Bonaparte volvió de la isla de Elba pero la ocupó nuevamente después del regreso de Luis XVIII a la capital de Francia. Las pastorales que publicó contra la filosofía moderna, sus sermones pronunciados en sus últimos años, atestiguan el vigor de su primer talento y su amor a la religión y a la monarquía. Le había nombrado el rey arzobispo de Viena, pero no tuvo electo la posesión a causa de haber retirado el gobierno el proyecto de concordato que restablecía aquella silla. Sin embargo, conservó su título de arzobispo y recibió los honorarios correspondientes a esta dignidad a la cual agregó después la de par de Francia.